# Cryptops persimilis
Cryptops persimilis är en mångfotingart som beskrevs av Carl Graf Attems 1943. Cryptops persimilis ingår i släktet Cryptops och familjen Cryptopidae. Inga underarter finns listade i Catalogue of Life.